# Botkyrka socken
Botkyrka socken i Södermanland ingick i Svartlösa härad. Området utgör numera en del av Botkyrka kommun, från 2016 av Botkyrka distrikt, Tullinge distrikt och Tumba distrikt.
Socknens areal är 89,39 kvadratkilometer, varav 81,73 land. År 1946 fanns här 6 000 invånare. Norsborgs herrgård, Sturehovs slott, Lida friluftsgård, kommundelarna Alby, Norsborg och en del Fittja, tätorterna Tumba och Tullinge samt sockenkyrkan Botkyrka kyrka ligger i socknen.

## Administrativ historik
Botkyrka socken har medeltida ursprung.
Vid kommunreformen 1862 övergick socknens ansvar för de kyrkliga frågorna till Botkyrka församling och för de borgerliga frågorna till Botkyrka landskommun. Landskommunen uppgick 1971 i Botkyrka kommun. Ur församlingen utbröts 1974 Tumba församling och 1992 Tullinge församling. Dessa återuppgick 2006 i Botkyrka församling.
1 januari 2016 inrättades distrikten Botkyrka, Tullinge och Tumba, med samma omfattning som motsvarande församling hade 1999/2000, och som tillsammans utgör detta sockenområde.
Socknen har tillhört län, fögderier, tingslag och domsagor enligt vad som beskrivs i artikeln Svartlösa härad. De indelta soldaterna tillhörde Livregementets grenadjärkår, Södermanlands kompani. De indelta båtsmännen tillhörde Första Södermanlands båtsmanskompani.

## Geografi och natur

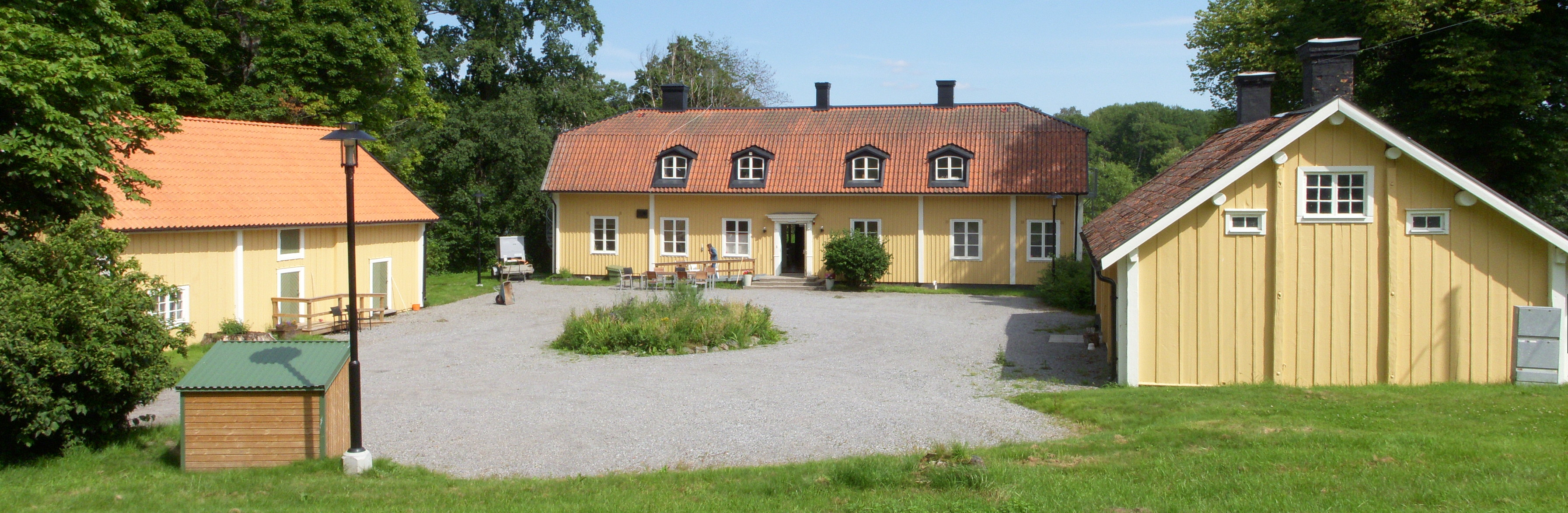
Lindhovs gård.

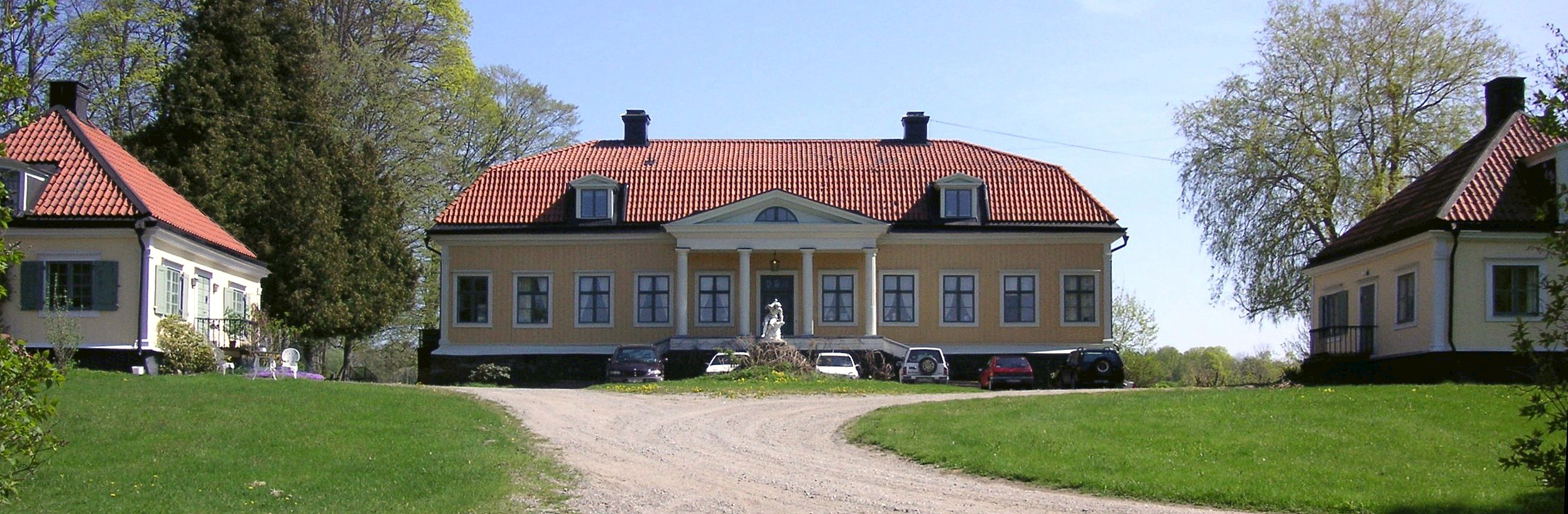
Norsborgs herrgård.

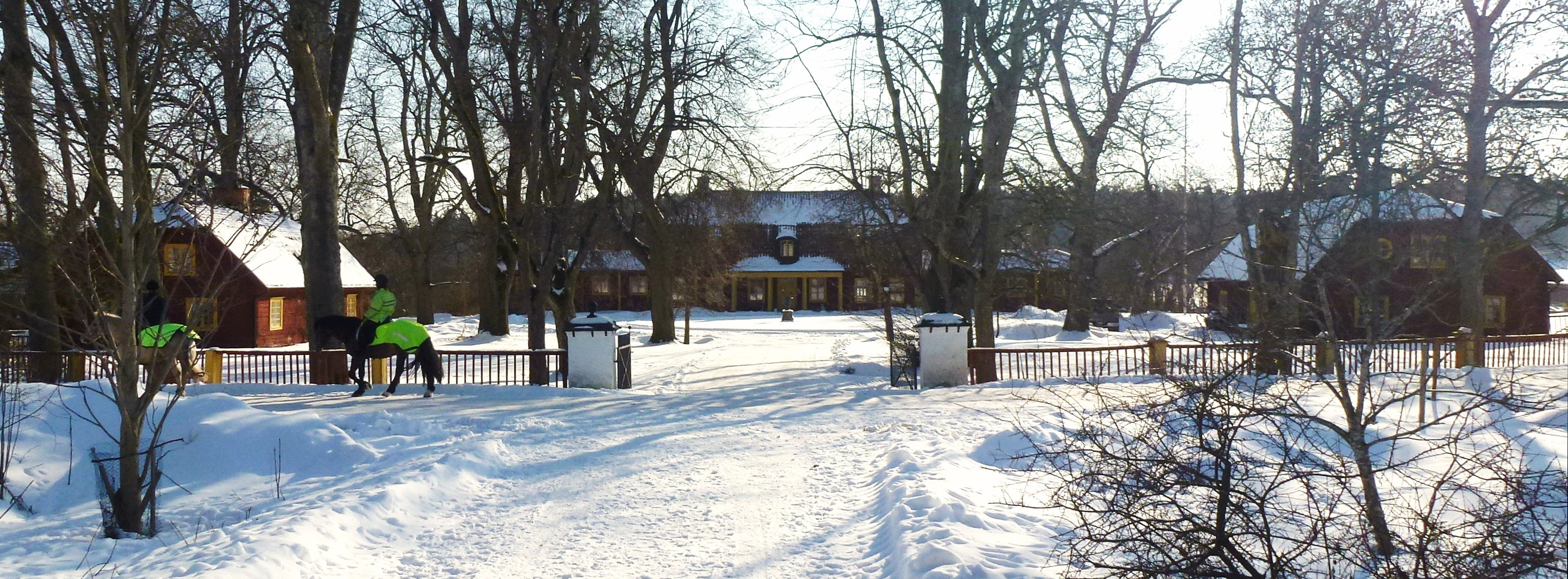
Elvesta gård.

Botkyrka socken låg på Södertörn sydväst om Stockholm  med Mälaren i norr och med Hanveden i sydost och kring sjöarna Albysjön, Tullingesjön, Aspen och Bornsjön. Socknen har odlingsbygd vid sjöarna och vid Mälaren i norr med mer kuperad skogsbygd i söder. Bornsjön delas med Salems socken i Salems socken.
Det finns tre naturreservat i socknen. Ekholmen ingår i EU-nätverket Natura 2000 medan Bornsjön som delas med Salems socken i Salems kommun och Östertälje socken i Södertälje kommun samt Lida som delas med Grödinge socken i Botkyrka kommun är kommunala naturreservat. Delar av reservatet Bornsjön är klassat som Natura 2000-område.
Det har funnits hela fjorton sätesgårdar i socknen: Hamra gård, Alby gård (säteri), Elvesta gård, Fittja gård, Hallunda gård, Hågelby gård, Norsborgs säteri, Rikstens gård (säteri), Skrävsta gård, Slagsta gård (säteri), Sturehovs säteri, Tullinge gård (säteri), Lindhovs gård och Näsby gård.
Vid Svartlösa härads tingsställe i Fittja har det också funnits ett gästgiveri.

## Fornlämningar

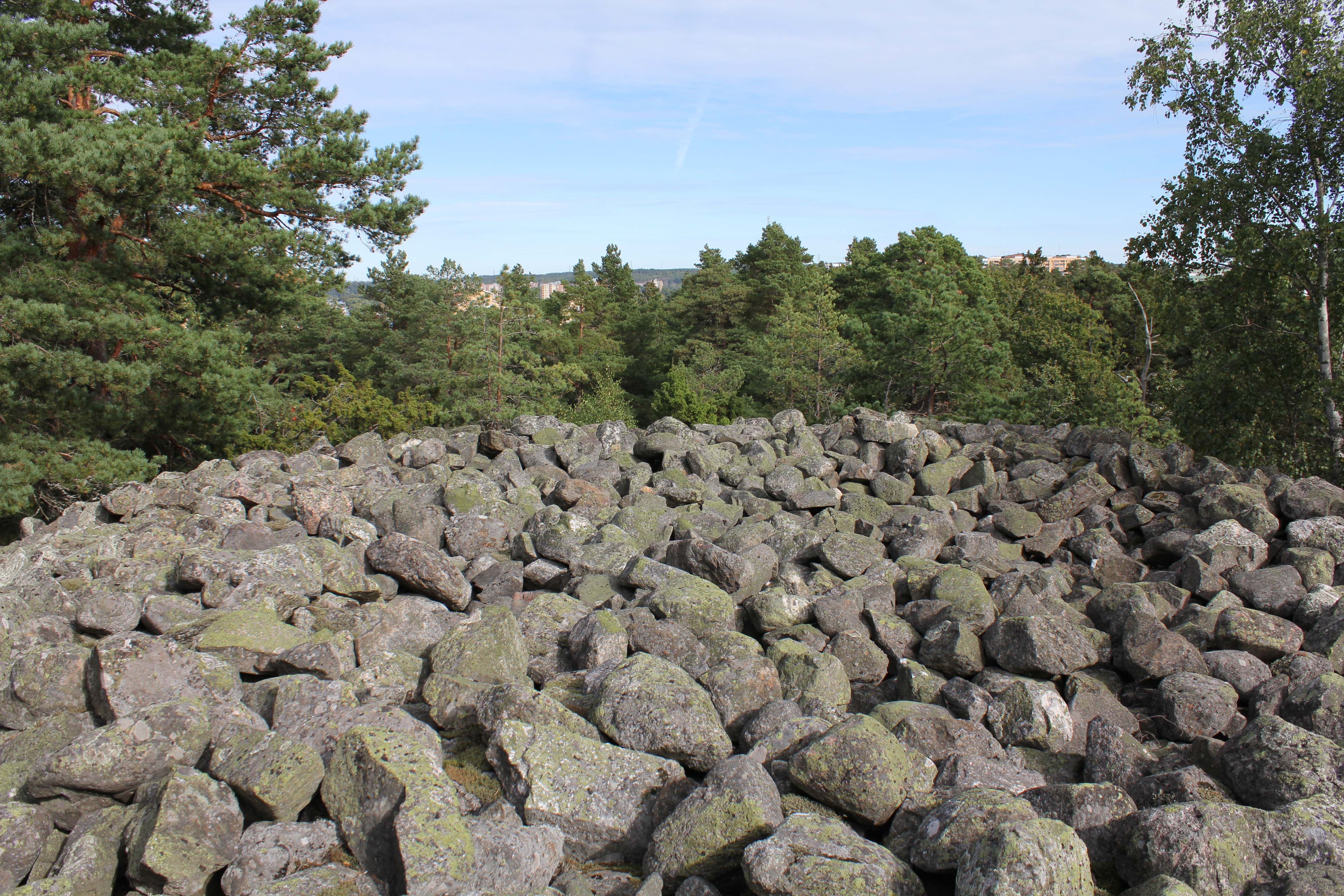
Gravröse på Eriksbergsåsen.

Några boplatser från stenåldern är funna. Från bronsåldern finns flera gravrösen och skärvstenshögar. Från järnåldern finns ett 60-tal gravfält, hällristningar och nio fornborgar. Åtta runristningar har påträffats.

## Befolkningsutveckling
Med ett par mindre variationer under 1800-talet har befolkningen ökat stadigt från 1 400 1810 till 63 863 1990. Mellan 1940 och 1970 skedde en stor befolkningsexpansion från 5 403 till 23 253. Men den allra största expansionen har alltså ägt rum efter 1970.

## Namnet
Namnet (1283 Botwidi) kommer från den tidigaste kyrkans namn. Enligt Botvidslegenden uppfördes den som gravkyrka åt Södermanlands skyddshelgon Botvid.